# Motorový vůz M 133.0
Motorové vozy řady M 133.0 (tovární označení Škoda 15Mo) byly vyrobeny v letech 1941 až 1943 v počtu šesti kusů pro Českomoravské dráhy ve Škodě Plzeň. Jednalo se o motorové vozy s pohonem na dřevoplyn, které byly určeny pro místní tratě. Řadou M 133.0 skončila ve Škodě sériová výroba motorových vozů, zcela poslední ale byly tři prototypy vozů řady AČ0 pro Sovětský svaz ve druhé polovině 70. let 20. století.

## Konstrukce
Vozy řady M 133.0 byly dvounápravové s jednou hnací nápravou. Hnací agregát byl tvořen spalovacím dvanáctiválcovým motorem Škoda 12 V.G, který byl upraven pro pohon generátorovým plynem, a mechanickou převodovkou Škoda. V jednom představku se nacházel plynový generátor, jako palivo bylo používáno dřevěné uhlí (první tři vozy) nebo tvrdé dřevo (poslední tři vozy). Kostra vozové skříně byla dřevěná, zvenčí oplechovaná, zevnitř obložená překližkou. Interiér byl rozdělen na střední velkoprostorový oddíl pro cestující a dva krajní nástupní prostory v představcích, které zároveň sloužily jako stanoviště strojvedoucího. V jednom nástupním prostoru se kromě generátoru na plyn nacházela i kabina WC. Obě čela vozu byla průchozí.

## Vývoj, výroba a provoz
Řada M 133.0 byla jednou z mála řad motorových vozů, které byly dodávány pro Českomoravské dráhy v období druhé světové války. Vozy dodávané za první republiky (benzínové a naftové) byly z důvodu nedostatku pohonných hmot odstaveny. Řada M 133.0 byla tedy vybavena pohonem na dřevoplyn, díky čemuž mohla jezdit i za války.
Vozy řady M 133.0 byly vyrobeny ve dvou sériích označených jako 15Mo1 a 15Mo2. První tři vozy M 133.001 až 003 (15Mo1) opustily brány Škodovky v roce 1941, zbylé tři kusy (15Mo2) byly dodány o dva roky později. Všech šest vozů bylo původně přiděleno do plzeňského depa, některé vozy byly později dislokovány i např. v Pečkách, Chebu či Kralupech nad Vltavou. Ve druhé polovině 40. let byly upraveny na klasický benzínový pohon, vozy M 133.005 a 006 byly navíc remotorizovány instalací motoru Tatra 301.
První dva vozy řady M 133.0 byly vyřazeny již v roce 1946, zbylé ale po úpravě pohonu vydržely jezdit do 50. let 20. století. Poslední dva vozy byly zrušeny v roce 1956.